# Blabomma flavipes
Blabomma flavipes là một loài nhện trong họ Dictynidae.
Loài này thuộc chi Blabomma. Blabomma flavipes được Ralph Vary Chamberlin & Wilton Ivie miêu tả năm 1937.